# サンダーバーズ
サンダーバーズ (Thunderbirds) は、アメリカ合衆国空軍に所属するアクロバット(エアロバティック/曲技飛行)チームで、正式な部隊名はThe United States Air Force Air Demonstration Squadron（合衆国空軍空演部隊）である。
アメリカ空軍の非公式な曲技飛行チームであったスカイブレーサーズ(Skyblazers)を発展解消させたものとして1953年6月1日に発足した。現在の本拠地はラスベガス・ネリス空軍基地（アメリカ合衆国ネバダ州）である。2008年10月運用中の航空機はF-16、白、青、赤のトリコロール配色と機体下部に描かれたフェニックスのペイントが特徴で、アメリカンスタイルと呼ばれる6機編隊でのアクロバット飛行を行う。
旧来よりアメリカ海軍のアクロバット飛行チームブルーエンジェルスとライバル関係にあり、共に世界で高レベルのアクロバット飛行技量を誇る。
近年ではF-16を使用して、ぎりぎりまで2機を近づける飛行が多く披露されている。飛行中の両機間の距離は世界最短となり、ネバダ州で披露したこの飛行はギネスブックに登録された。

## 歴史
- 1953年

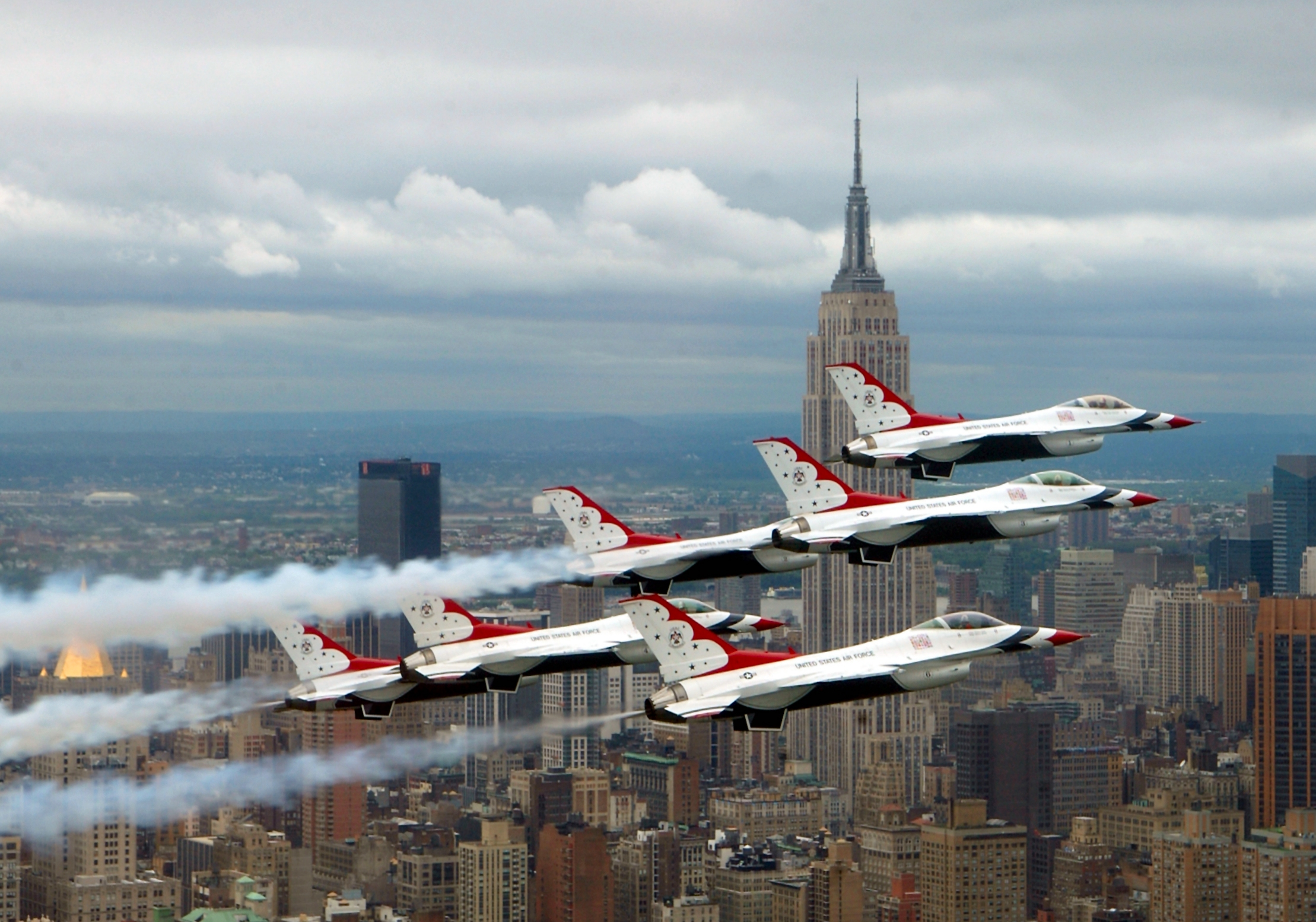
ニューヨーク上空で、展示飛行を行うサンダーバーズ

2003年9月14日の墜落事故で、F-16から射出座席で脱出するパイロット

  - 6月1日、アリゾナ州ルーク空軍基地で新規結成。
  - 6月8日、空軍関係者を対象としたデモンストレーションを行う。
  - 7月19日、初の一般公開デモを実施。
- 1954年1月から2月、初の海外ツアー（南米）。
- 1956年、ホームベースをネリス空軍基地に移転。
- 1957年、南米・カナダツアー。
- 1959年11月から12月、初の極東ツアー。このツアーに限り、板付基地に海外展開していたF-100Dの塗装を変更して使用。
- 1961年4月、初の墜落事故（パイロットは殉職）。
- 1963年、初のヨーロッパ・北アフリカツアー。
- 1964年5月、初のデモ中の事故（パイロットは殉職）。この事故の数日後別の部隊でも墜落事故が発生し、F-105B全機が飛行停止。 使用機材をF-100Dに再度変更。
- 1969年、使用機材をF-4E に変更し、塗装が従来のメタル・青・赤から白・青・赤に変更される。これはF-4Eの外板が数種類の金属を使用しており、部分毎に色調が異なるのを隠すため。
- 1974年、第一次オイルショックの影響で使用機材をT-38Aに機種転換。
- 1982年、ネリス空軍基地の西側にある訓練空域において事故。フォーメーションの4機とメンバー4名を喪い、チーム解散説が流れる。
- 1983年、「72時間以内に実戦投入できる状態に出来る」という条件付きで使用機材をF-16Aに機種転換。
- 1992年、使用機材をF-16C(ブロック32)に機種転換。
- 1994年8月10日、アメリカ空軍三沢基地で展示飛行を実施、日本で一般公開の展示飛行は35年ぶり。またこの時に初めてブルーインパルスと競演した。
- 1997年 ネリス空軍基地で執り行われたアメリカ空軍50周年記念エアショウ(ゴールデンエアタトゥ)でブルーインパルスと二度目の競演、なおブルーインパルスにとっては、初めての海外展示飛行だった。
- 2001年 この年9月下旬から西太平洋ツアーが予定され、来日が予定されていたが、アメリカ同時多発テロ事件の影響により中止された。
- 2003年 9月14日、アメリカ空軍マウンテンホーム基地（アメリカ合衆国アイダホ州）のガンファイター・スカイズで墜落事故（負傷者一名）。
- 2004年 10年ぶりの西太平洋ツアーを実施したが、その中で日本（三沢、百里、浜松）で予定されていた展示飛行は全て悪天候で中止となった。
- 2009年 F-16C(ブロック52)に機種転換。

### 近年の主なイベント参加
1971年秋以降日本には来ていないブルーエンジェルスとは違い、サンダーバーズは日本での展示飛行の機会も多い。
- 2009年秋、5年ぶりの『西太平洋・東アジアツアー』が実施された。前回は悪天候で展示飛行を行わなかったため、15年ぶりの展示飛行となった。
  - 9月30日 - 『西太平洋・東アジアツアー』の一環でアメリカ領・グアムのアメリカ空軍アンダーセン空軍基地で展示飛行予定だったが、台風のため延期され10月7日に行われた。
  - 10月15日 - 『西太平洋・東アジアツアー』の一環で日本・北海道千歳市の航空自衛隊千歳基地で展示飛行。
  - 10月17日 - 『西太平洋・東アジアツアー』の一環で日本・静岡県浜松市の航空自衛隊浜松基地で展示飛行。
  - 10月18日 - 『西太平洋・東アジアツアー』の一環で日本・青森県三沢市のアメリカ空軍三沢基地で展示飛行。

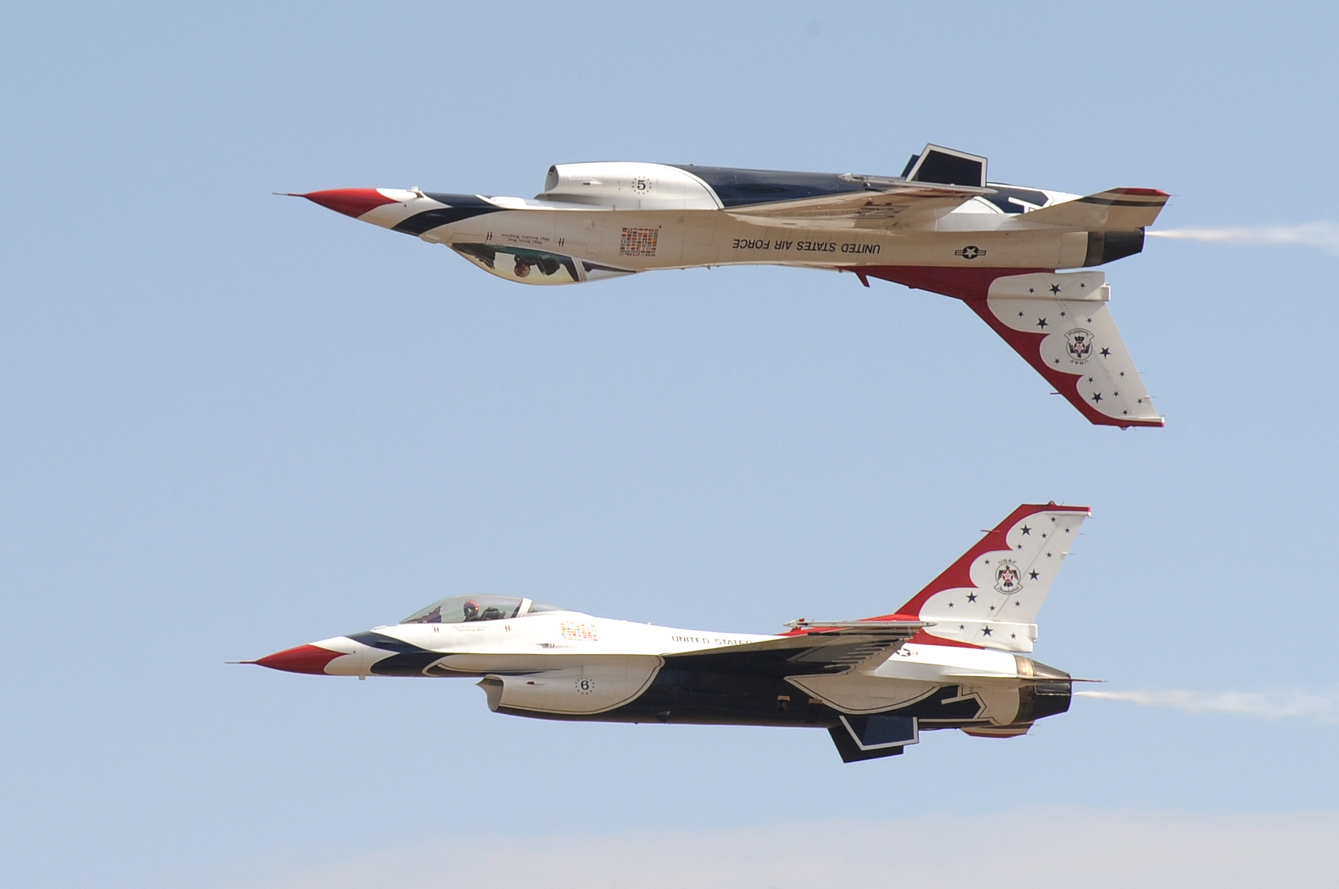
2009年10月15日 千歳基地でカリプソパスを披露する5番（上）・6番機

- - 10月20日〜10月25日 - 『西太平洋・東アジアツアー』と『ソウルエアショー2009（Seoul ADEX 2009）』の一環で韓国・ソウル市南部に隣接する城南市寿井区の韓国空軍ソウル空軍基地で展示飛行。

## 歴代使用機の経緯

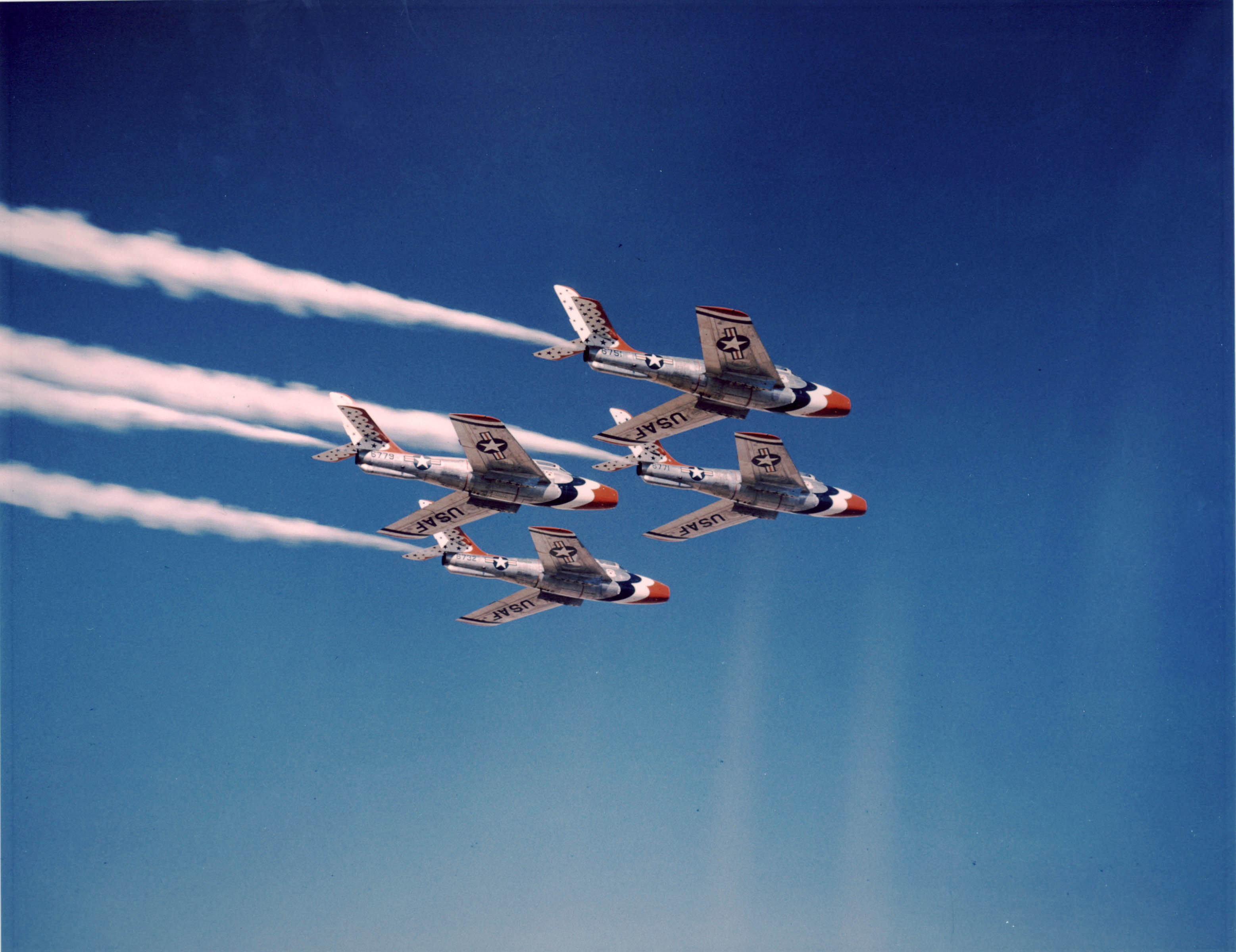
F84F時代のサンダーバーズによる編隊飛行

初期からジェット戦闘機を使用して各地のショーを回っていた。初代の使用機はF-84であった。
サンダーバーズは1964年に1年間だけ、F-105 サンダーチーフを使用したことがあった。しかしF-105の巨大な機体、高い翼面荷重はアクロバット飛行には不向きであった。また、1964年5月に事故を起こしたことから、再びF-100を使用機に戻した経緯がある。
F-100に次いで使用された機種はF-4 ファントムであった。しかしF-4も機体が大きすぎてアクロバット飛行には不向きであった。こうしたことからF-4もわずか4年間の使用でT-38に代わった。T-38はアメリカのアクロバット飛行チーム初の練習機（それまでは実戦機であった）となった。T-38は空中給油が出来ない機体である都合上から、エアショー会場への展開は常に給油のため経由地が多くなり、また海外派遣も不可能になってしまったものの、燃費と機体性能は良かった事からF-4以上の機動力を見せつけた。
1982年1月に、T-38は一度に4機が墜落するという前代未聞の大事故を起こした（「ラインアブレスト」と呼ばれる、4機が横一列に並んだ隊形でのループ中にリーダー機がトラブルで引き起こしが出来ず、追従した3機もろとも墜落した）。そうしたことからT-38は使用打ち切りとなり、サンダーバーズ自体も活動停止の危機に陥った。しかし1年後の1983年に復帰し、機種はF-16 ファイティング・ファルコンに代わった。現在でもF-16が継続使用され、サンダーバーズの歴代使用機の中でも長老機となっている。F-16は今後もしばらくの間サンダーバーズの使用機として活躍することになる。

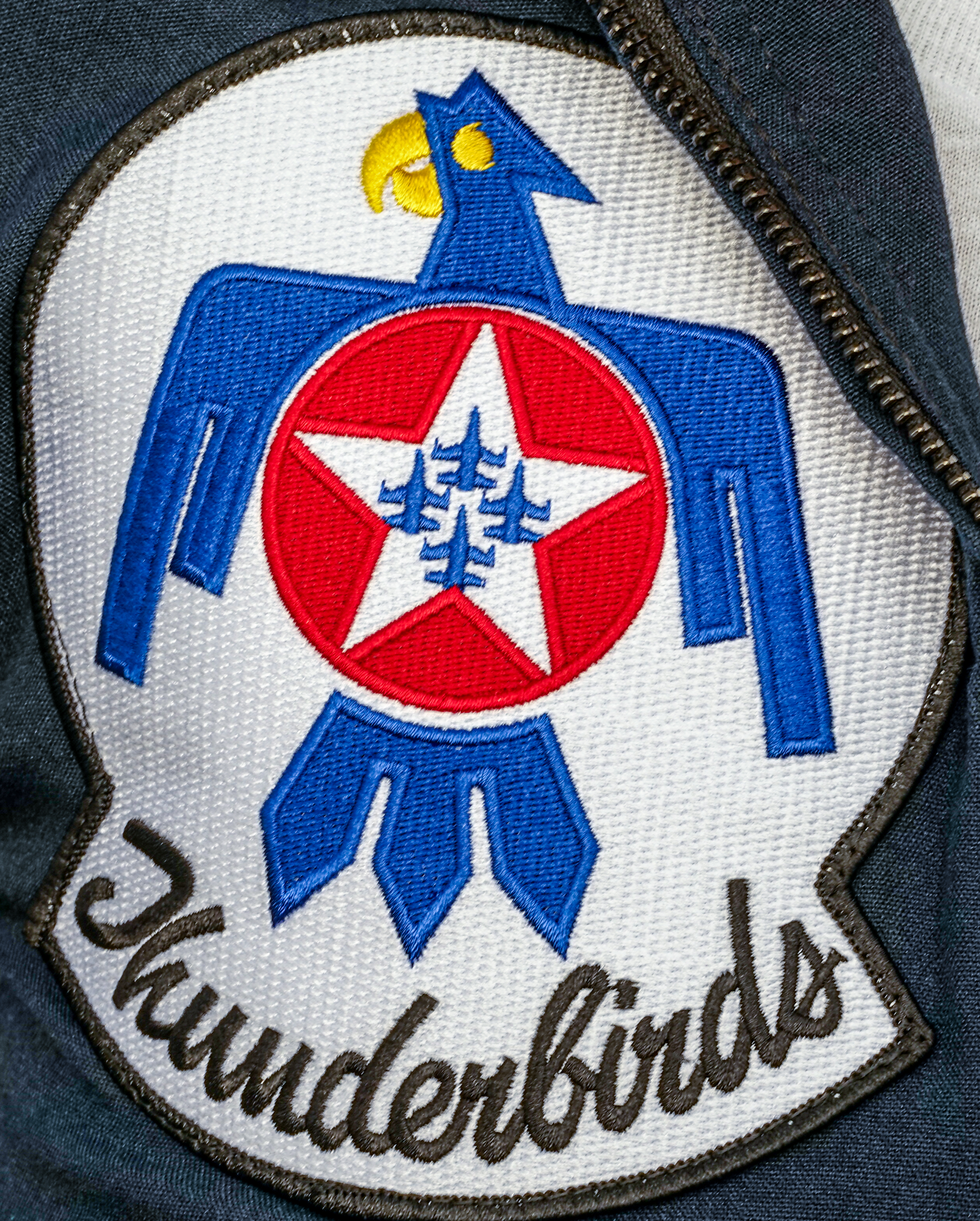
2025

ボーイングではアメリカ空軍が練習機として採用したT-7A レッドホークをF-16の後継機として見込んでいる。

### 歴代使用機
- F-84G 1953年-1954年
- F-84F 1955年
- F-100C 1956年-1963年
- F-105B 1964年(4月から5月の間、6回のショーしか使用せず)
- F-100D 1959年（極東ツアーのみ）1964年-1968年
- F-4E 1969年-1973年
- T-38A 1974年-1982年
- F-16A 1983年-1991年
- F-16C （ブロック32）1992年-2008年
- F-16C （ブロック52）2009年-